# Franco Armani
Franco Armani (Casilda, 1986. október 16. –) világbajnok argentin válogatott labdarúgókapus, a River Plate játékosa.

## Pályafutása

### Klubcsapatban
2006 és 2008 között a Ferro Carril Oeste, 2008 és 2010 között a Deportivo Merlo kapuját védte. 2010-ben a kolumbiai Atlético Nacional igazolta le, ahol nyolc szezont játszott. Ezalatt 6 alkalommal nyerte meg csapatával a kolumbiai bajnokságot. 2016-ban a Libertadores-kupát, 2017-ben pedig a Recopa Sudamericana serlegét is begyűjtötte.
2018-ban hazatért Argentínába a River Plate csapatához.

### A válogatottban
Kolumbiai állampolgársággal is rendelkezik. Nevezték a 2018-as világbajnokságon részt vevő válogatott 23-as keretébe. Habár a csoportmérkőzéseken nem játszott, a nyolcaddöntőben már ő védte a kaput a későbbi győztes francia válogatott ellen. Ez volt az első válogatottsága Argentína színeiben. Bekerült a 2019-es Copa Américára utazó keretbe.

## Statisztika

### A válogatottban
2022. június 5-én frissítve.
| Nemzeti válogatott | Év       | Meccs | Gólok |
| ------------------ | -------- | ----- | ----- |
| Argentína          | 2018     | 3     | 0     |
| Argentína          | 2019     | 8     | 0     |
| Argentína          | 2020     | 4     | 0     |
| Argentína          | 2021     | 1     | 0     |
| Argentína          | 2022     | 2     | 0     |
| Összesen           | Összesen | 18    | 0     |

## Sikerei, díjai
Atlético Nacional
- Kolumbiai bajnok (6): 2011-I, 2013-I, 2013-II, 2014-I, 2015-II, 2017-I
- Copa Colombia (3): 2012, 2013, 2016
- Superliga Colombiana (2): 2012, 2016
- Copa Libertadores (1): 2016
- Recopa Sudamericana (1): 2017

River Plate
- Supercopa Argentina (2): 2017, 2019
- Copa Libertadores (1): 2018
- Recopa Sudamericana (1): 2019
- Copa Argentina (1): 2019

Argentína
- Copa América (1): 2021

## Külső hivatkozások
- Franco Armani (angol nyelven). FootballDatabase.eu
- Franco Armani (francia nyelven). scoresway.com. [2018. május 25-i dátummal az eredetiből archiválva]. (Hozzáférés: 2018. május 24.)
- Franco Armani (angol nyelven). soccerway.com
- Franco Armani (angol nyelven). transfermarkt.com